# Marilu Padua
Marilu Padua, de nome completo María de la Luz Padua, é uma activista mexicana de direitos humanos e secretária-geral do Sindicato Nacional de Trabalhadores Domésticos, uma organização que visa a defesa dos direitos das trabalhadoras domésticas no México. Ela liderou a campanha "Vozes dos Defensores", que criou comunicados à imprensa e outros meios de comunicação para pressionar os governos a responder à pandemia COVID-19 com os direitos humanos em mente.

## Activismo
Pádua trabalhou como doméstica antes de entrar para o Sindicato Nacional de Trabalhadores Domésticos e tornar-se a secretária do sindicato para o Género e Direitos Humanos. Além disso, ela era responsável pelo programa de colocação. Ela então tornou-se a secretária-geral do sindicato, dirigindo os esforços da organização.
Durante a pandemia COVID-19, Pádua procurou trazer à luz os desafios que as trabalhadoras domésticas enfrentavam e as práticas injustas ou perigosas implementadas pelos seus empregadores. Entre as suas preocupações estavam os equipamentos de proteção individual para proteção contra os produtos químicos usados na desinfeção e limpeza, a falta de segurança no emprego, a exposição a pessoas em risco de COVID-19, a falta de horas extras pagas para novas responsabilidades relacionadas à pandemia e a nova dificuldade de ter que cuidar de crianças que não vão mais à escola presencialmente.

## Prémios
Em 2020, Pádua foi reconhecida pelo Escritório do Alto-Comissariado das Nações Unidas para os Direitos Humanos como Líder Regional pela sua defesa dos direitos humanos e pela sua campanha "Vozes dos Defensores" em particular.